# Majda Širca
Majda Širca Ravnikar (ur. 20 kwietnia 1953 w Postojnie) – słoweńska polityk, działaczka kulturalna, dziennikarka, minister kultury, parlamentarzystka.

## Życiorys
Ukończyła studia z zakresu historii sztuki na Uniwersytecie Lublańskim. Pracowała w stowarzyszeniu organizacji kulturalnych, następnie została zatrudniona w Radiotelevizija Slovenija. Była dziennikarką, wydawcą programów kulturalnych i dokumentalnych, producentem filmów krótkometrażowych. Publikowała artykuły poświęcone kulturze i sprawom społecznym.
W 1997 została sekretarzem stanu w Ministerstwie Kultury. Przystąpiła do Liberalnej Demokracji Słowenii, z jej ramienia w latach 2000–2008 sprawowała mandat posłanki do Zgromadzenia Narodowego. Od maja do lipca 2004 pełniła funkcję deputowanej do Parlamentu Europejskiego w ramach delegacji krajowej. W 2008 uzyskała reelekcję z listy nowej formacji, tj. partii Zares. W tym samym roku objęła urząd ministra kultury w gabinecie Boruta Pahora. Z rządu odeszła w 2011 po rozpadzie koalicji. W wyborach w 2011 nie uzyskała reelekcji do krajowego parlamentu.